# فاندركوك ليك (ميشيغان)
فاندركوك ليك (بالإنجليزية: Vandercook Lake, Michigan)‏ هي منطقة سكنية تقع في الولايات المتحدة في مقاطعة جاكسون (ميشيغان). يقدر عدد سكانها بـ 4,809 نسمة ومساحتها 12.3 كم2 وترتفع عن سطح البحر 297 متر.